# Dilley (Oregon)
Dilley az Amerikai Egyesült Államok Oregon államának Washington megyéjében, az Oregon Route 47 mentén elhelyezkedő statisztikai település, a portlandi agglomeráció része. A 2020. évi népszámláláskor 301 lakosa volt.
A Forest Grove-i Tankerülethez tartozó általános iskolája az első hat állami rangsorban kiváló minősítést kapott. A település a Forest Grove-i tűzoltóság lefedettségébe tartozik.

## Története
Horace és Marilda Parsons 1849-ben telepedtek le, majd 1850-ben William Owen Gibson telkén malmot építettek (Gibson építette meg Tabitha Moffatt Brown iskoláját, a majdani Pacific Universityt). A Dilley-i Tankerület és a település első iskolája 1860-ban jött létre. 1863-ban újabb malom épült, 1872-ben pedig kiépült a West Side Railroad. Az 1873. december 31-én megnyílt posta első vezetője James C. Chamberlain volt.
1874. március 18-án az 1853-ban ideérkező Milton E. és Martha Dilley a Chatlain család területén megalapították Dilley Stationt. Az észak–déli irányú utcákat számokkal, a kelet–nyugatiakat betűkkel jelölték. A 9 és 18 méter közötti szélességű utak mentén 13 telek volt. Fodrászat, kovácsműhely és jégraktár is volt itt.
1880-ban McLeod és két fia fűrészüzemet hoztak létre. 1895-ben vasútállomás, 1896-ban metodista templom épült, 1953-ban pedig megalapították az egyházközséget. Ekkoriban szálloda, gépműhely és barkácsbolt is volt itt, egykor pedig a településnek saját együttese és baseballcsapata volt. 1961 körül a posta bezárt. Az Oregon Route 47 elterelése miatt 1967-ben az utolsó üzletet és benzinkutat is lebontották, 1976-ban pedig a tankerület a Forest Grove-iba olvadt. 1998-ban egy elítélt szexuális bűnelkövető az édesanyjához költözött volna, de szomszédai ezt a ház megvásárlásával megakadályozták.

## Fordítás
- Ez a szócikk részben vagy egészben  a   Dilley, Oregon című angol Wikipédia-szócikk ezen változatának fordításán alapul.  Az eredeti cikk szerkesztőit annak laptörténete sorolja fel. Ez a jelzés csupán a megfogalmazás eredetét és a szerzői jogokat jelzi, nem szolgál a cikkben szereplő információk forrásmegjelöléseként.